# 2MASS J16262034+3925190
2MASS J16262034+3925190, auch kurz 2MASS 1626+3925, ist ein L-Unterzwerg im Sternbild Hercules. Er wurde in den Daten des Two Micron All Sky Survey identifiziert (Burgasser, 2004) und befindet sich in einer Entfernung von etwa 100 Lichtjahren. Aufgrund von seiner Masse und seines Radius befindet sich das Objekt an der Grenze zwischen Rotem und Braunem Zwerg. Die Einordnung als Unterzwerg lässt auf eine ungewöhnliche Metallizität schließen. Des Weiteren zeigt das Objekt eine verhältnismäßig hohe Eigenbewegung.